# Autoroute 1 (Israël)

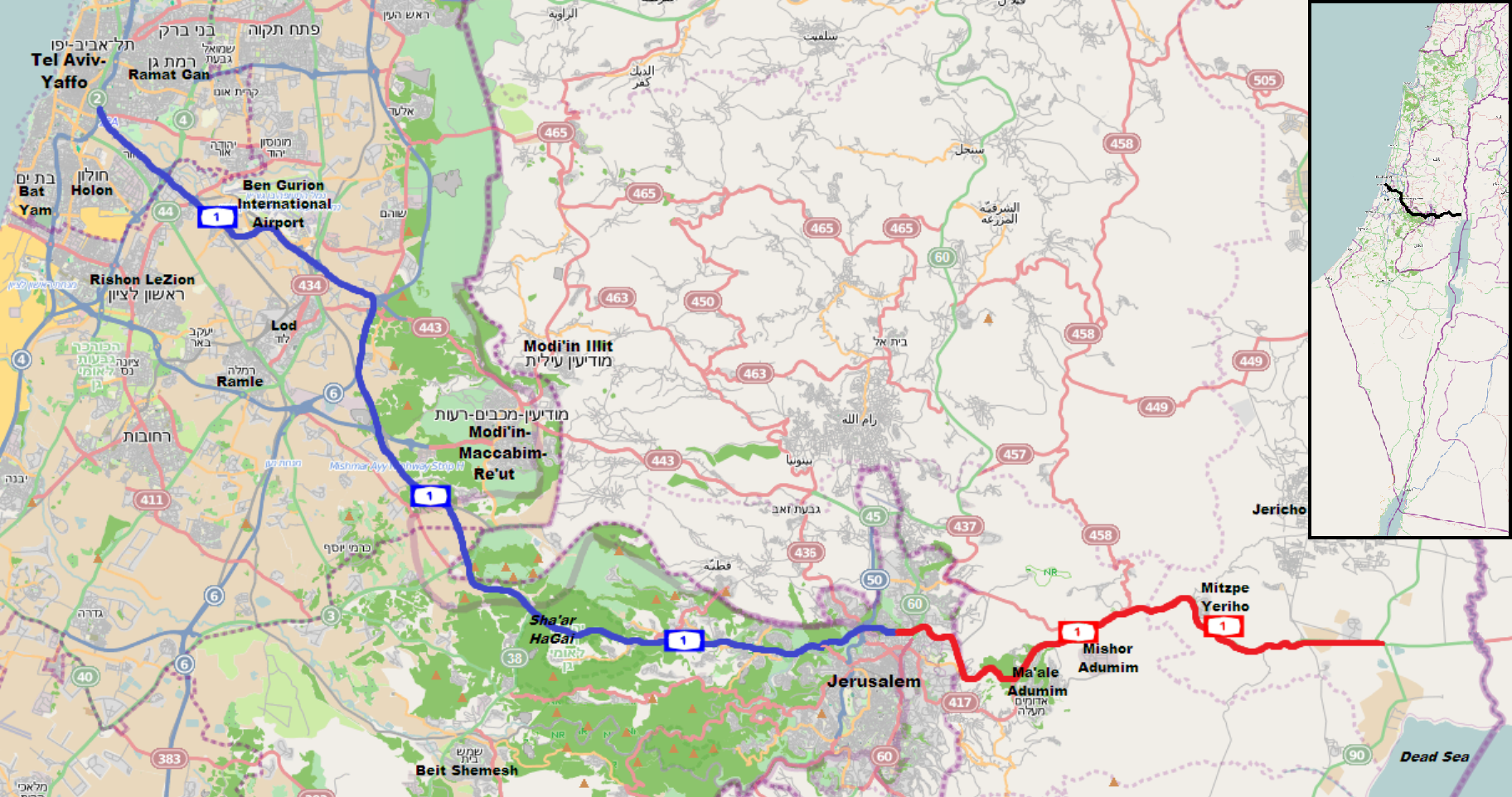
L'autoroute 1 sur une carte.

L'autoroute 1 est une autoroute israélienne reliant les villes de Tel Aviv et de Jérusalem. L'autoroute continue au-delà de Jérusalem, en direction de l'est, et rejoint l'autoroute 90. Sa longueur est de 97 kilomètres.